# Mythimna alopecuri
Mythimna alopecuri là một loài bướm đêm thuộc họ Noctuidae. Nó được tìm thấy ở miền nam châu Âu, Thổ Nhĩ Kỳ, vùng Kavkaz, Israel, Jordan, Iraq, Iran, phần châu Âu của miền nam Nga, Ukraina, Kazakhstan và Turkmenistan.
Con trưởng thành bay từ tháng 4 đến tháng 5 và từ tháng 9 đến tháng 10. Có hai lứa trưởng thành một năm.
Ấu trùng có thể ăn nhiều loài Gramineae khác nhau.